# Ljuta (Kolašin)
Pour les articles homonymes, voir Ljuta.
Ljuta (en serbe cyrillique : Љута) est un village du centre du Monténégro, dans la municipalité de Kolašin.

## Démographie

### Évolution historique de la population
| 1948 | 1953 | 1961 | 1971 | 1981 | 1991 | 2003 |
| ---- | ---- | ---- | ---- | ---- | ---- | ---- |
| 153  | 106  | 198  | 180  | 162  | 67   | 33   |